# Луцій Аніцій Галл
Луцій Аніцій Галл (лат. Lucius Anicius Gallus; ? — після 154 до н. е.) — політичний, державний та військовий діяч Римської республіки, консул 160 року до н. е.

## Життєпис
Був homo novus. Походив з роду Аніціїв. Про молоді роки немає відомостей. 
У 168 році до н. е. став претором у справах іноземців. Того ж року як легат Луція Емілія Павла Македонського воював в Іллірії. Тут з успіхом бився проти царя Гентія, союзника Персея, царя Македонії. Протягом 30 днів переміг ворога, здолавши Гентія у вирішальній битві при Скодрі, незабаром підкоривши значну частину Іллірії. У 167 році до н. е. як пропретор керував Епіром. Також під час цього входив до сенатської комісії з організації справ в Іллірії. Того ж року отримав від сенату право на тріумф.
У 160 році до н. е. його обрано консулом разом з Марком Корнелієм Цетегом. У 154 році до н. е. входив до комісії, що вирішувала суперечку між Прусієм II, царем Віфінії, та Атталом II, царем Пергаму. Про подальшу долю немає відомостей.